# توصيل الأدوية الموضعي
توصيل الدواء الموضعي (TDD) هو أحد طرق إعطاء وتوصيل الدواء يسمح بتوصيل التركيبة الموضعية عبر الجلد، وبالتالي إنتاج تأثير موضعي لعلاج اضطرابات الجلد مثل الأكزيما. يمكن تصنيف تركيبات الأدوية الموضعية إلى الكورتيكوستيرويدات والمضادات الحيوية والمطهرات ومضادات الفطريات. تتضمن آلية التوصيل الموضعي انتشار واستقلاب الأدوية في الجلد. تاريخيًا، كان الطريق الموضعي هو أول طريق للأدوية يستخدم لتوصيل الأدوية إلى البشر عند المصريين القدماء والبابليين في عام 3000 قبل الميلاد. وفي هذه المدن القديمة، تم استخدام الأدوية الموضعية مثل المراهم والجرعات على الجلد. يحتاج توصيل الأدوية الموضعية إلى المرور عبر طبقات جلدية متعددة والخضوع للحركية الدوائية، وبالتالي تقلل عوامل مثل الأمراض الجلدية من التوافر البيولوجي للأدوية الموضعية. الاستخدام الواسع النطاق للأدوية الموضعية يؤدي إلى التقدم في توصيل الأدوية الموضعية. تُستخدم هذه التطورات لتعزيز إيصال الأدوية الموضعية إلى الجلد باستخدام عوامل كيميائية وفيزيائية. بالنسبة للعوامل الكيميائية، يتم استخدام ناقلات مثل الجسيمات الشحمية وتقنيات النانو لتعزيز امتصاص الأدوية الموضعية. ومن ناحية أخرى، فإن العوامل الفيزيائية، مثل الإبر الدقيقة (الإبرة المجهرية) هي طريقة أخرى لتعزيز الامتصاص. إلى جانب استخدام الناقلات، هناك عوامل أخرى مثل الرقم الهيدروجيني، مَحبة الدهون، وحجم جزيء الدواء تحكم فعالية التركيبة الموضعية.

## معززات نفاذية الجلد

### النظام الغروي
النظام الغروي هو أحد التقنيات المستخدمة لتوصيل الدواء الموضعي إلى الجلد ويعمل كمعزز لنفاذية الجلد. يِعرف باسم الناقلات ويمكن تصنيفه إلى جسيمات نانوية، وجسيمات شحمية، وجزيئات نانوية .

#### الإبر المجهرية (الدقيقة)

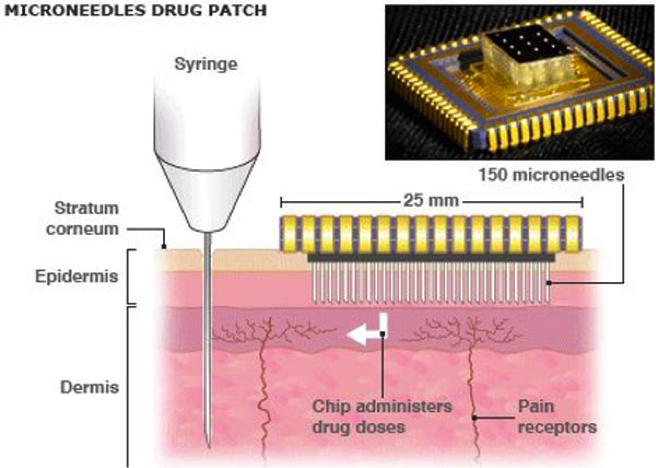
الإبر المجهرية (الدقيقة)

#### جسيمات شحمية

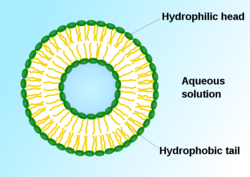
جسيم شحمي

.